# 굴광성

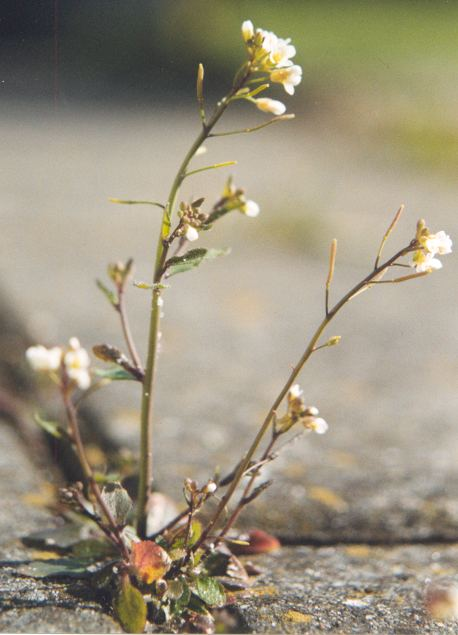
빛의 방향으로 자라는 애기장대

굴광성(屈光性, 영어: phototropism, 문화어: 빛굽힘성)은 빛의 자극이 식물의 생장에 미치는 효과를 말한다. 이 때 줄기처럼 빛이 오는 방향으로 굽는 성질을 '양굴광성', 뿌리처럼 빛의 반대 방향으로 굽는 성질을 '음굴광성'이라고 한다.
굴광성은 청색광에 의해 유도되며, 애기장대에는 포토트로핀(phototropin)이라고 명명된 두 개의 청색광 수용체(phot1, phot2)가 존재한다. 특히 phot1은 약한 빛뿐 아니라 강한 빛까지 넓은 범위의 광도에 반응하여 양굴광성과 음굴광성을 매개한다. 하지만 phot2는 강한 빛에 의해 유도되는 양굴광성만 매개한다. 이는 phot1과 phot2의 빛에 대한 감도의 차이, 그리고 phot1은 뿌리뿐 아니라 지상부의 조직에서도 발현되지만, phot2는 뿌리에는 발현되지 않는 조직 특위적 발현의 특성으로 보인다.

## 작용

빛에 따른 옥신(점 표시)의 활성화.

식물의 생장에 관련된 식물성 호르몬 옥신이 세포 안으로 들어오면 세포 안에 있던 수소이온들이 세포막 밖으로 내보내지기 때문에 세포 밖은 pH가 낮아져서 산성을 띄게 된다. 이렇게 pH가 낮아져야만 생장할 수 있는 조건이 된다. 이렇게 산성화가 되면 그 다음으로 세포벽 간의 연결을 끊고 세포벽을 느슨하게 만드는 효소(익스팬신, expansin)가 작용한다. 그렇게 되면 식물 세포의 부피가 늘어나게 될 것이고 따라서 옥신이 활성화된 정도에 따라 부분적인 부피 차이가 생겨 식물체가 기울게 된다. 그러나 이 옥신이 어떻게 특정 부위별로 활성화되고 비활성화되는지에 관해선 아직 제대로 밝혀지지 않았다. 알려진 것은 옥신은 빛을 많이 흡수하지 못하는 부위에서 활성화된다는 것이다. 그 결과 빛 흡수량이 적은 쪽의 세포가 팽창하게 되고, 한 부위가 길어지게 되면 빛 흡수량이 많은 쪽은 옥신 활성량이 상대적으로 적으므로 빛이 오는 방향을 향해 기울어지게 된다.

## 굴광성에 관여하는 옥신의 작용에 대한 관찰
2012년, 사카이와 하가(Sakai and Haga)는 옥신이 어떻게 그늘진 부위와 빛을 받는 부위에 따라 활성화 되는지에 대한 몇 가지 가설을 세웠다. 이 실험에 사용된 식물은 애기장대.

### 관찰 1
빛이 옥신을 비활성화 시켰다. 그늘진 부위는 빛에 영향을 받지 않으므로 옥신이 지속적으로 활성화되었고, 부위적으로 생장하였으므로 빛이 오는 방향으로 기울어졌다.

### 관찰 2
빛이 옥신의 생합성을 억제했다. 따라서 식물체가 기울어지는 현상의 원인이 되었다.

### 관찰 3
빛을 받는 부분과 그늘진 부분에서 수평(가로)으로 흐르는 옥신. 빛이 옥신을 빛을 받는 부분에서 그렇지 못한 부분으로 흐르게 했고, 그늘진 부분에 옥신이 집중되었다. 따라서 기울어 지는 현상의 원인이 되었다.

### 관찰 4
식물이 빛에 노출된 부분에 옥신이 이르지 못하도록 막았다. 이것으로 인해 그늘진 부분에서만 옥신이 흐르게 되었다.

### 관찰 5
관찰 5는 관찰 3, 4의 요소들을 포함한다. 이 관찰 5에서 주된 옥신 흐름이 식물의 최상위에서 수직적으로 식물의 맨 아래를 향하여 흐르는 것을 발견했다. 그 중에 주요 옥신 흐름에서 양면(그늘진 부분, 빛을 받는 부분)으로(수평적으로) 흐르는 옥신도 있었다. 빛을 받으면 수직적 주요 옥신 흐름으로부터 수평적으로 흐르는 옥신의 흐름이 막힌다(빛을 받는 부분으로 향하는 것을 막음).
이 연구에서 불균형적인 옥신 분포와 배축(胚軸)에서의 부분적 굴광성은 관찰 5와 일관되어 보인다.
1881년 찰스 다윈(Charles Robert Darwin, 1809-1882)과 아들 프란시스 다윈(Francis Darwin, 1848-1925)은 귀리의 자엽초(coleoptiles) 실험을 통하여 햇빛에 의한 식물의 생장을 조절하는 물질이 귀리의 줄기 끝에 있다는 것을 발견하였다.
하나는 귀리의 자엽초의 꼭대기를 가리고 다른 하나는 가리지 않은 것으로 나누어 실험하였다. 귀리의 자엽초의 꼭대기를 가리고 한쪽 방향에서 빛을 주었을 때에도 자엽초가 빛이 오는 방향으로 구부러져서 자라는 것을 발견했다. 그렇지만 꼭대기를 가리지 않았을 때에 비해서 빛이 오는 방향으로 자엽초가 구부러지는 정도가 약했다. 꼭대기를 가리면 빛이 오는 방향으로 반응하는 정도가 현저하게 약해지는 사실은 빛이 오는 방향을 인지하는데 있어서 꼭대기 부분이 가장 중요한 역할을 한다는 것을 말해준다.

## 파장 길이의 차이에 따른 효과
애기장대 같은 식물에서 굴광성은 포토트로핀(phototropin)이라고 불리는 청색광 수용기에 의해 일어난다. 다른 광수용체들은 피토크롬(phytochrome, 붉은 빛 감지)와 크립토크롬(cryptochrome, 청색 빛 감지)을 가지고 있다. 식물의 기관과 빛의 파장 길이에 따라서 서로 다른 굴광성 반응을 보인다. 주대 말단부에서 청색광에 굴광성을 띠지만, 근단(根端)에서는 청색광에 대한 음성적인 굴광성(negative phototropism reaction) 현상을 띤다. 두 기관은 공통적으로 적색빛에 양성적인 굴광성 반응을 보인다. 크립토크롬은 자외선과 청색광의 광수용기이며 꽃을 피울 시기와 식물의 24시간 주기 리듬을 조절하는데 도움을 준다. 피토크롬은 적색광과 청색광 둘 다 수용한다. 따라서 피토크롬과 크립토크롬의 조합은 식물이 여러 종류의 빛에 반응 할 수 있도록 해준다. 피토크롬과 크립토크롬은 배축(胚軸)의 중력굴성을 방지하고 굴광성에 기여한다.